# Ymonville
Ymonville és un municipi francès, situat al departament d'Eure i Loir i a la regió del Centre - Vall del Loira. El 2021 tenia 486 habitants.